# Hôtel Rochechouart
Pour les articles homonymes, voir Rochechouart.
L’hôtel Rochechouart, anciennement hôtel Charleston puis  hôtel Carlton's, est un hôtel parisien situé dans le quartier de Montmartre, au numéro 55 du boulevard de Rochechouart, dans le 9e arrondissement.

## Histoire
L'hôtel est construit à la place du domicile du peintre Ernest Hébert. Les revenus de l'immeuble érigé à cet emplacement sont affectés au musée Hébert de La Tronche et au musée Hébert de Paris.
Il est inauguré en 1925 sous le nom d'hôtel Charleston, dans un style inspiré de l'Art déco (mosaïques, larges couloirs, angles arrondis, etc.). Son architecte est Jean Dechelette. Modernité de l'époque, toutes les chambres, déployées sur huit étages, sont reliées au téléphone. L'hôtel accueille plusieurs célébrités des années 1930, comme Maurice Chevalier, Joséphine Baker ou encore Mistinguett. Il est renommé Carlton's à la fin de la décennie,.
La dancing de l'hôtel, de style japonais, porte le nom de « Mikado ». Située au sous-sol, on y joue du jazz et on dance sur du charleston et du tango ; l'endroit existe toujours, sous le même nom. Le deuxième sous-sol a pour sa part accueilli un tripot clandestin.
Durant l’Occupation de Paris, l'hôtel est réquisitionné et occupé par les officiers de la Kriegsmarine. En 1968, le propriétaire transforme les 150 chambres initiales en 111 chambres et appartements.
Depuis le 26 janvier 2017, il est classé quatre étoiles. En 2020, il est rénové par le cabinet Festen et devient l'Hôtel Rochechouart.